# مرغابی سرخ‌کرده
مرغابی سرخ‌کرده فیلمی به کارگردانی و نویسندگی نصرت‌الله وحدت محصول سال ۱۳۴۰ است.

## خلاصه داستان
«چنگیز» مترصد است که آدم‌های پولدار و مستعد را به دام اندازد...

## بازیگران
- نصرت‌الله وحدت
- شهلا ریاحی
- شراره
- سعید کامیار
- غلامحسین بهمنیار
- حسین جهانگیری
- همایون